# 343 v. Chr.
Portal Geschichte | Portal Biografien | Aktuelle Ereignisse | Jahreskalender | Tagesartikel

◄ |
5. Jahrhundert v. Chr. |
4. Jahrhundert v. Chr. |
3. Jahrhundert v. Chr. |
►

◄ | 360er v. Chr. | 350er v. Chr. | 340er v. Chr. | 330er v. Chr. |
320er v. Chr. |
►

◄◄ | ◄ | 346 v. Chr. | 345 v. Chr. | 344 v. Chr. | 343 v. Chr. |
342 v. Chr. |
341 v. Chr. |
340 v. Chr. |
► |
►►

## Ereignisse

### Politik und Weltgeschehen

#### Italienische Halbinsel
- Nach dem Anschluss der Sidiciner an die Samniten schließt Rom ein Bündnis mit Capua. Die ist Anlass für den Ersten Samnitenkrieg (343–341 v. Chr.).
- Archidamos III., König von Sparta, folgt einem Hilferuf von Spartas Tochter-Kolonie Tarent, das durch Angriffe der Lukaner und Messapier bedroht wird. Die folgenden Feldzüge sind allerdings wenig erfolgreich.

#### Griechenland
- Konflikt um Kardia auf der Chersones. Die Stadt ist mit Philipp II. von Makedonien verbündet; dennoch schickt Athen Siedler (Kleruchen) nach Kardia, um die Halbinsel, die an der für Athen lebenswichtigen Getreideroute zum Schwarzen Meer liegt, zu sichern. Philipp nimmt dies zum Anlass, einzugreifen; wenig später kontrolliert er ganz Thrakien.
- Die Stadt Knossos auf Kreta verbündet sich mit Makedonien; daraufhin schickt Sparta Truppen gegen die Stadt.
- In Eretria auf Euböa gewinnt die pro-makedonische Partei die Oberhand.

#### Perserreich/Ägypten
- Ende 343: persische Truppen marschieren in Ägypten ein; ihnen gelingt im nächsten Jahr der Sieg über Nektanebos II., den letzten ägyptischen König aus einer einheimischen Dynastie.

### Gesellschaft
- In den folgenden drei Jahren lebt der 13-jährige Alexander (später „der Große“ genannt) zur Ausbildung gemeinsam mit befreundeten Söhnen der Aristokratie bei dem (damals noch nicht berühmten) Gelehrten Aristoteles. Er wird unter anderem in Redekunst, Geographie und Literatur unterrichtet.

## Geboren
- um 343 v. Chr.: Philetairos, Statthalter von Pergamon († 263 v. Chr.)